# Hoài Thượng
Hoài Thượng là một xã thuộc thị xã Thuận Thành, tỉnh Bắc Ninh.

## Địa lý
Xã Hoài Thượng nằm ở phía đông bắc thị xã Thuận Thành, có vị trí địa lý:
- Phía đông nam giáp xã Mão Điền
- Phía tây giáp huyện Tiên Du và phường Hồ
- Phía nam giáp phường An Bình và xã Mão Điền
- Phía bắc giáp thị xã Quế Võ

Xã Hoài Thượng có diện tích 5,52 km², dân số là 9.178 người, mật độ dân số đạt 1.712 người/km².

## Hành chính
Xã Hoài Thượng gồm có 9 thôn:
- Thôn Đại Mão
- Thôn Lam Cầu, còn gọi là làng Lam
- Thôn Bình Cầu, còn gọi là làng Bình
- Thôn Nghĩa Vi
- Thôn Rực Vi
- Thôn Đông Miếu
- Thôn Ngọ Xá, còn gọi là làng Ngọ
- Thôn Thượng Trì Làng, còn gọi là Đìa Làng
- Thôn Thượng Trì Ấp, còn gọi là Đìa Ấp

### Thôn Đại Mão
Thôn Đại Mão có tên chữ là "Đại Mão Trung" tên nôm "Làng Giữa", thuộc xã Hoài Thượng, Thuận Thành, tỉnh Bắc Ninh là một làng cổ có bề dày lịch sử và văn hiến. Năm 2009, toàn thôn có 731 hộ, 3854 khẩu. Thôn Đại Mão là trung tâm xã Hoài Thượng. Chính quyền xã Hoài Thượng, trường tiểu học, trung hoc cơ sở, bưu điện xã... đều đóng trên thôn Đại Mão.
Có nhiều bằng chứng chứng minh rằng Hai Bà Trưng khi đánh giặc ngoại xâm (năm 40-43 CN) đã dừng chân nghỉ tại đây. Vị trí đó được xác định là cách Đống Sến (tên một vùng đất của xã Hoài Thượng) 500m đi về phía thôn Lam cầu, qua cổng Dinh (tên một địa danh của Thôn)và một cái ao (hồ).
Trong vòng 360 năm, hầu như khoa thi nào cũng có người đỗ đạt. Chỉ tính riêng từ Tú Tài trở lên,ngoài 4 cụ đỗ Tiến sĩ:
- Tiến sĩ Nguyễn Đình Khuê (1556).
- Tiến sĩ Trịnh Đức Vận (1683).
- Tiến sĩ Lê Doãn Giản (1743).
- Tiến sĩ Lê Doãn Thân (1748). Một Phó bảng, còn có 35 Cử nhân, 30 Tú tài.
- Cụ Đỗ Trọng Vỹ là người có công trong việc tôn dựng lại Văn miếu Bắc Ninh.

Hiện nay, Đại Mão là một trong những làng Đại học nổi tiếng của tỉnh Bắc Ninh. Hàng năm, bình quân thôn Đại Mão có tới hàng chục học sinh đỗ vào các trường Đại học, Cao đẳng.
Chợ Giữa (Đại Mão) là trung tâm giao thương của xã Hoài Thượng. Thôn Đại Mão còn phát triển mạnh nghề làm màn xuất khẩu cho thấy những hiệu quả rõ rệt. Nếu như từ một vài hộ sản xuất thì nay toàn xã đã có tới gần 150 hộ may màn xuất khẩu với 4 công ty, tạo việc làm cho lao động tại địa phương và các vùng lân cận.
Ngày 19 tháng 3 năm 2013, Đại Mão khai trương Thư Viện Làng Đại Mão. Bước đầu Thư viện được Thư viện tỉnh, ủy ban nhân dân huyện, xã và các tập thể, cá nhân ủng hộ hơn 700 đầu sách, dàn máy vi tính và các trang thiết bị khác, trị giá trên 60 triệu đồng.

## Kinh tế
Tổng sản phẩm (GDP):
- Năm 2005 đạt 55.088.000.000 đồng.
- Năm 2009 đạt 112.502.000.000đồng.
- Năm 2010 đạt 118.842.000.000 đồng.

Cơ cấu (2009)CN-DV-NN:48,9% - 19,6% - 31,5%.
Tốc độ tăng trưởng bình quân hàng năm bằng 15,8%, vượt so với mục tiêu đề ra (mục tiêu 9,5%). Năm 2013, doanh thu từ các nghề TTCN, thương mại, dịch vụ của Hoài Thượng ước đạt 151 tỷ đồng, tăng 49,5 tỷ đồng so năm 2012, đạt 137,7% kế hoạch năm đề ra. Thu nhập bình quân đầu người đạt gần 20,4 triệu đồng/người/năm. Tỷ lệ hộ giàu ngày càng tăng, hộ nghèo theo chuẩn mới giảm xuống chỉ còn 3,44%.
Trong xã có các làng nghề như nghề điêu khắc đồ thờ cúng ở thôn Bình Cầu, làm màn và màn khung ở thôn Đại Mão.

## Những dòng họ lớn
Những dòng họ lớn tại Hoài Thượng:
- Nguyễn Bá
- Trịnh Đức
- Lê Nho
- Lê Doãn - nhà thờ dòng họ Lê Doãn đã được các cơ quan chuyên môn khảo cứu, được xếp hạng là di tích lịch sử văn hóa cấp tỉnh đầu năm 2012[5].
- Nguyễn Đăng
- Nguyễn Hữu
- Nguyễn Viết
- Trần Đăng
- Trần Văn
- Nguyễn Đình: Đây là một dòng họ lớn của thôn Đại Mão - xã Hoài Thượng. Dòng họ này có cụ Nguyễn Đình Khuê là Tiến sĩ đầu tiên của vùng Thuận Thành, phủ Kinh Bắc.

## Danh nhân
- Lê Doãn Giản
- Lê Doãn Thân
- Lê Quýnh
- Thiếu tướng, Tiến sĩ Lê Đình Đạt - Cục trưởng Cục Tiêu chuẩn Đo lường chất lượng - Bộ Quốc phòng.
- Nhà giáo Ưu tú Lê Nho Nùng - nguyên Giám đốc Sở Giáo dục và Đào tạo Bắc Ninh.Hiện là Chủ tịch Hội Khuyến học Bắc Ninh, Chủ tịch Hội Thơ Bắc Ninh.
- Nguyễn Hữu Thướng - Nguyên Bí thư huyện ủy Thuận Thành
- Trịnh Đức Khanh - Nguyên Hiệu trưởng Trường Trung hoc phổ thông Thuận Thành III
- Nghệ sĩ ưu tú Trần Tựa (quê thôn Ngọ xá)
- Nghệ sĩ ưu tú Trọng Thủy (quê thôn Ngọ xá)
- Lê Đình Thanh - Nguyên Phó Bí thư, Chủ tịch UBND huyện Thuận Thành
- Nhà giáo ưu tú Lê Nho San - nguyên phó Hiệu trưởng trường THPT Thuận Thành số 1